# 20-я добровольческая пехотная дивизия СС (1-я эстонская)
20-я добровольческая пехотная дивизия СС (1-я эстонская) (нем. 20. Waffen-Grenadier-Division der SS (estnische Nr.1), эст. 20. Relvagrenaderide SS-diviis (1. eesti)) — тактическое соединение войск СС нацистской Германии.

## История формирования
Начало формирования эстонских регулярных частей для участия в военных действиях на стороне гитлеровской Германии было положено 25 августа 1941 года, когда в соответствии с приказом командующего группой армий «Север» генерал-фельдмаршала фон Лееба было разрешено принимать прибалтов на службу в вермахт и создавать из них особые команды и добровольческие батальоны для антипартизанской борьбы. В этой связи командующим 18-й армией генерал-полковником фон Кюхлером из разрозненных отрядов «Омакайтсе» на добровольной основе (с заключением контракта на 1 год) было сформировано 6 эстонских охранных отрядов. В конце того же года все шесть подразделений были переформированы в три восточных батальона и одну восточную роту.
В дополнение к вышеназванным частям для охранной службы и борьбы с партизанским движением в тылу группы армий «Север» с сентября 1941 года немецкое командование начало формирование эстонских батальонов вспомогательной полиции («шума»). Всего за время войны в Эстонии было сформировано 26 батальонов «шума». В отличие от аналогичных частей на территории Украины и Белоруссии, в которых весь командный состав состоял из немцев, в эстонских полицейских батальонах, укомплектованных национальными кадрами, был только один немецкий офицер-наблюдатель. Показателем особого доверия немцев к эстонским полицейским батальонам было и то обстоятельство, что там были введены воинские звания вермахта. На 1 октября 1942 года все полицейские силы Эстонии составляли 10,4 тысяч человек, к которым был прикомандирован 591 немец.
Полицейские и восточные батальоны использовались преимущественно для проведения карательных акций против гражданского населения, борьбы с партизанским движением и охраны концентрационных лагерей.
Непосредственное формирование эстонского легиона СС началось только 8 февраля 1943 года, а до этого времени усилиями немецких властей и местных коллаборационистов проводилась подготовительная работа. За это время было создано «Общество друзей эстонского легиона СС», на которое возлагалась работа по вербовке и первичной подготовке добровольцев.
Для набора большего количества людей в легион использовалась принудительная мобилизация. Лицам, зачисленным в легион и ранее имевшим офицерские и унтер-офицерские звания, после испытательного срока присваивались соответствующие этим воинские звания войск СС. Вступившие в легион направлялись в учебный центр в Дембице, где через 3 месяца учёбы принимали присягу на верность нацистской Германии. К 31 марта 1943 года легион насчитывал 37 офицеров, 175 унтер-офицеров и 757 солдат эстонской национальности. В его состав также вошли 2 старших, 24 младших офицера и 62 рядовых специального батальона «Остланд».
Как свидетельствуют архивные документы немецкого командования того периода, 3-я эстонская добровольческая бригада СС вместе с другими подразделениями немецкой армии проводила карательные операции «Хейнрик» и «Фриц» по ликвидации советских партизан в районе Полоцк-Невель-Идрица-Себеж, которые проводились в октябре-декабре 1943 года (ЦГА Литовской ССР, ф. Р-1399, оп.1, ед. х.61, личное дело № 195). По данным того же архива, в карательной экспедиции «Фриц» принимали также участие 288, 286, 313 и другие эстонские полицейские батальоны, входившие в состав эстонской бригады СС. Они участвовали в боях с партизанами, расстрелах мирного населения, грабежах, уничтожении целых деревень в Белорусской ССР и массовой отправке мирного населения в Германию. Карательные операции 3-й эстонской бригады СС продолжались до конца декабря 1943 г. (ЦГА Литовской ССР, ф.240, оп.1 д.7, личное дело 52-55).

## История

### Статистика

#### Пополнение дивизии живой силой
20-я добровольческая пехотная дивизия СС была сформирована весной 1944 года из различных эстонских воинских частей и новобранцев, мобилизованных уже после того момента, как было объявлено о создании дивизии.
| Дата действий                    | Формирование                                                                           | Источник личного состава                                                                  |
| -------------------------------- | -------------------------------------------------------------------------------------- | ----------------------------------------------------------------------------------------- |
| 31 марта 1944                    | 4-й батальон 20-й дивизии СС                                                           | Личный состав артиллерийской школы СС Beneschau                                           |
| 4 апреля 1944                    | Личный состав 20-го артиллерийского полка СС; 2-й и 3-й батальон дивизии               | 53-й артиллерийский батальон СС и новобранцы.                                             |
| апрель 1944                      | Полк «Таллин»                                                                          | Новобранцы 1944 года призыва                                                              |
| апрель 1944                      | 1-й пограничный полк                                                                   | Новобранцы 1944 года призыва                                                              |
| апрель 1944                      | 2-й пограничный полк                                                                   | Новобранцы 1944 года призыва                                                              |
| апрель 1944                      | 3-й пограничный полк                                                                   | Новобранцы 1944 года призыва                                                              |
| апрель 1944                      | 4-й пограничный полк                                                                   | Новобранцы 1944 года призыва                                                              |
| апрель 1944                      | 5-й пограничный полк                                                                   | Новобранцы 1944 года призыва                                                              |
| апрель 1944                      | 6-й пограничный полк                                                                   | Новобранцы 1944 года призыва                                                              |
| апрель 1944                      | Резервный пограничный полк                                                             | Новобранцы 1944 года призыва                                                              |
| апрель 1944                      | 20-й артиллерийский полк СС, 1-й батальон                                              | 53-й артиллерийский батальон СС                                                           |
| 13 апреля 1944                   | 20-й сигнальный батальон СС                                                            | 20-я сигнальная рота и новобранцы                                                         |
| 14 апреля 1944                   | 2-й батальон 45-го добровольческого пехотного полка СС: восстановление личного состава | 1-й батальон пограничного полка СС «Ревель»                                               |
| 18 апреля 1944 — начало мая 1944 | 3-й батальон 46-го добровольческого пехотного полка СС                                 | 660-й Восточный батальон вермахта и новобранцы.                                           |
| 18 апреля 1944                   | 20-й добровольческий фузилёрный батальон дивизии СС (отдельный пехотный батальон)      | Бывший батальон «Нарва» 5-й танковой дивизии СС «Викинг» и новобранцы.                    |
| 24 апреля 1944                   | 1-й батальон 47-го добровольческого пехотного полка СС                                 | Бывший 659-й Восточный батальон вермахта и новобранцы.                                    |
| 24 апреля 1944                   | 2-й батальон 47-го добровольческого пехотного полка СС                                 | Бывший 658-й Восточный батальон вермахта и новобранцы.                                    |
| 3 мая 1944 — 10 июля 1944        | 20-й противотанковый батальон СС                                                       | 14-я противотанковая рота (в качестве 1-й роты 20-го батальона 45-го полка) и новобранцы. |
| 16 апреля 1944                   | 20-я транспортная рота СС                                                              |                                                                                           |
| 16 апреля 1944                   | 1-я транспортная рота 20-й дивизии СС                                                  |                                                                                           |
| 16 апреля 1944                   | тыловые силы 20-й дивизии СС                                                           |                                                                                           |
| 16 апреля 1944                   | 20-я рота снабжения СС                                                                 |                                                                                           |
| 3 мая 1944                       | Новая 14-я противотанковая рота 45-го добровольческого пехотного полка СС              | Противотанковый взвод дивизии и новобранцы.                                               |
| 4 мая 1944                       | 20-я колонна снабжения лёгкой артиллерии                                               | до этого была под командованием 20-го противовоздушного батальона                         |
| 8 мая 1944                       | 1-я механизированная медицинская рота 20-й дивизии СС                                  | 20-я медрота СС и новобранцы                                                              |
| 8 мая 1944                       | 2-я механизированная медицинская рота 20-й дивизии СС                                  | 1-й взвод 20-й медицинской роты СС и новобранцы.                                          |
| 15 мая 1944                      | 2-я транспортная рота снабжения 20-й дивизии СС                                        | Сформирована из личного состава полевого резервного батальона                             |
| 17 мая 1944                      | тыловая рота 20-й дивизии СС                                                           | Войска 3-го батальона 46-го добровольческого пехотного полка                              |
| 1 июня 1944 — 13 июля 1944       | 20-й инженерный батальон СС                                                            | 3-я инженерная рота 20-й дивизии СС и новобранцы.                                         |
| июль 1944                        | 3-й батальон 25-го добровольческого пехотного полка СС                                 | 200-й пехотный полк финской армии                                                         |

#### История переименований соединения
1. «Estnische SS Legion» 10.1942 — май 1943Петлица офицера 20-й дивизии СС. Видна эмблема дивизии (символика знаков отличия Освободительной войны 1918—1920 гг.), носимая без официальной санкции. Первоначально прикреплялись вырезанные из жести эмблемы, позже в ряде случаев стали вышиваться. Немцы пытались запретить использование таких эмблем, требовали ношения на петлицах стандартных эсэсовских рун, необходимым количеством которых, при этом, всю дивизию обеспечить не удавалось. В июне 1944 года командованием СС было приказано убрать «неуставные» эмблемы и заменить их официально установленными — с большой буквой «Е» и мечом, пересекающим её под углом 45°. При этом, до мая 1945-го, многими носились и «неуставные» эмблемы[6]. Национальный нарукавный щиток — располагался под орлом СС на левом рукаве, но некоторые эстонские эсэсовцы носили его на правом рукаве. Неофициальный вариант щитка с гербом Эстонии. Существовал ещё вариант с цветными полосами, сшитыми из цветных тканей, на которые крепились металлические львы[7]. Манжетная лента; была распространена в 45-м полку 20-й дивизии СС

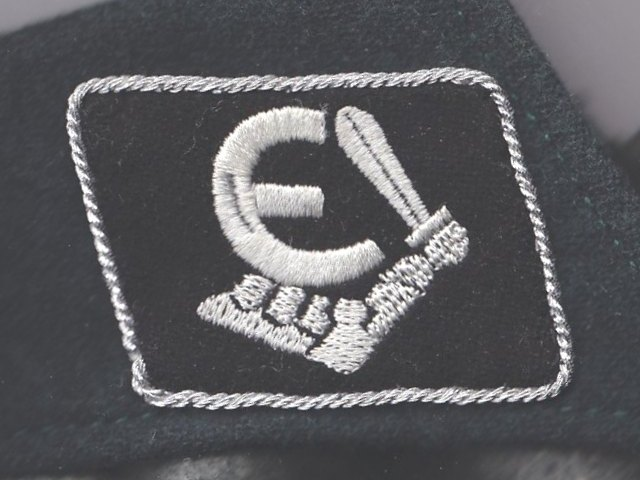
Петлица офицера 20-й дивизии СС. Видна эмблема дивизии (символика знаков отличия Освободительной войны 1918—1920 гг.), носимая без официальной санкции. Первоначально прикреплялись вырезанные из жести эмблемы, позже в ряде случаев стали вышиваться. Немцы пытались запретить использование таких эмблем, требовали ношения на петлицах стандартных эсэсовских рун, необходимым количеством которых, при этом, всю дивизию обеспечить не удавалось. В июне 1944 года командованием СС было приказано убрать «неуставные» эмблемы и заменить их официально установленными — с большой буквой «Е» и мечом, пересекающим её под углом 45°. При этом, до мая 1945-го, многими носились и «неуставные» эмблемы.

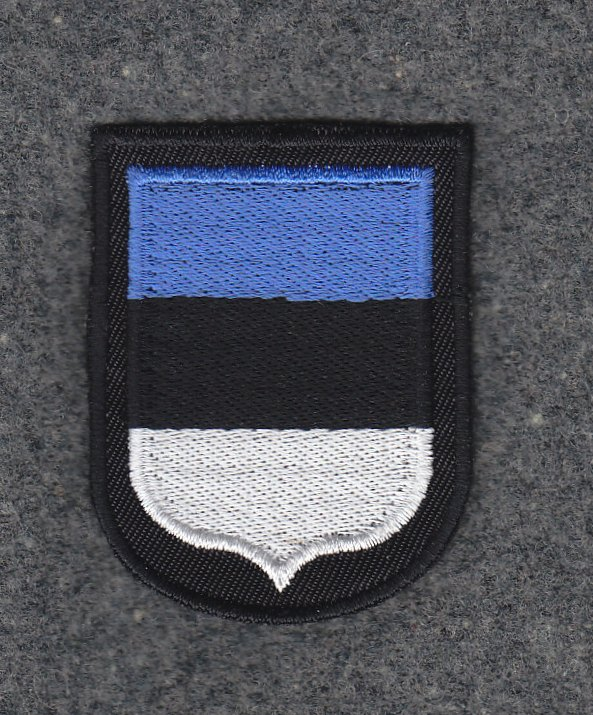
Национальный нарукавный щиток — располагался под орлом СС на левом рукаве, но некоторые эстонские эсэсовцы носили его на правом рукаве.

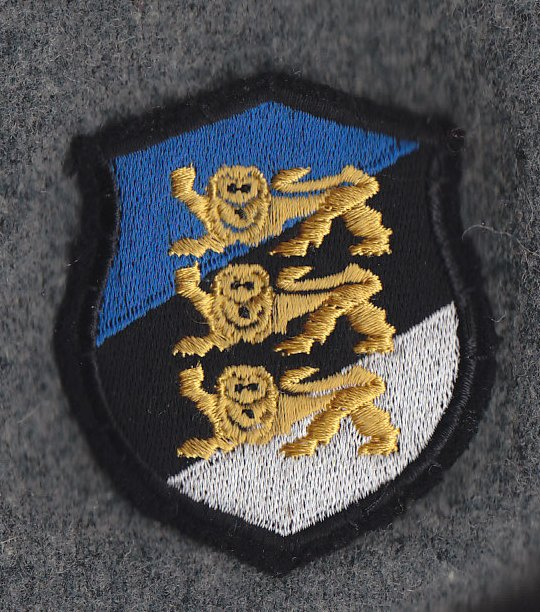
Неофициальный вариант щитка с гербом Эстонии. Существовал ещё вариант с цветными полосами, сшитыми из цветных тканей, на которые крепились металлические львы.

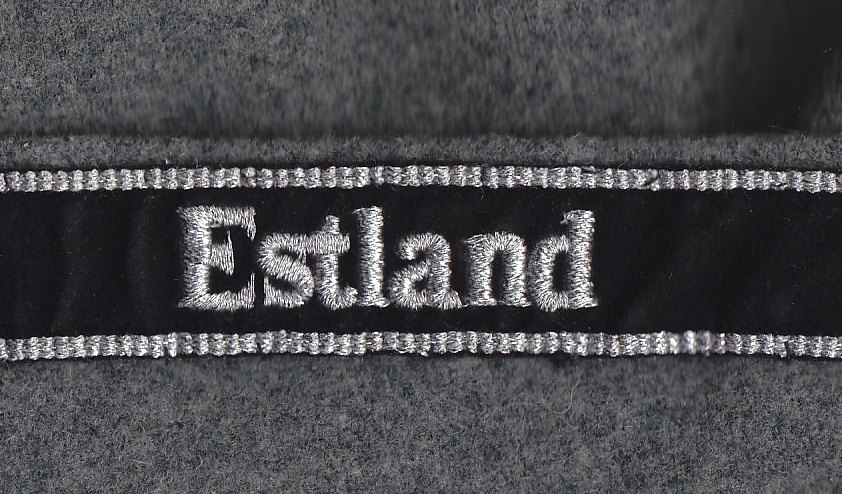
Манжетная лента; была распространена в 45-м полку 20-й дивизии СС

2. «Estnische SS Freiwilligen Brigade» май 1943 — октябрь 1943
3. «3.Estnische SS Freiwilligen Brigade» октябрь 1943 — январь 1944
4. «20.Estnische SS Freiwilligen Division» январь 1944 — май 1944
5. «20.Waffen Grenadier Division der SS (estnische Nr.1)» май 1944 — май 1945

#### Командование
- бригадефюрер СС Франц Аугсбергер (нем. Franz Augsberger) 24.1.1943 — 19.3.1945
- оберфюрер СС Бертольд Маак (нем. Berthold Maack) 19.3.1945 — 8.5.1945

#### Состав дивизии

##### На 1943 год
- 45-й добровольческий пехотный полк СС (нем. Waffen-Grenadier Regiment der SS 45)
- 46-й добровольческий пехотный полк СС (нем. Waffen-Grenadier Regiment der SS 46)

##### На 1944 год
- 25 эстонский пехотный батальон СС (нем. Waffen-Grenadier Regiment der SS 25)
- 45-й добровольческий пехотный полк СС (нем. Waffen-Grenadier Regiment der SS 45)
- 46-й добровольческий пехотный полк СС (нем. Waffen-Grenadier Regiment der SS 46)
- 47-й добровольческий пехотный полк СС (нем. Waffen-Grenadier Regiment der SS 47)
- 658-й эстонский батальон (армейский) (нем. 658.Estonische Battalion (Heer) )
- 659-й эстонский батальон (армейский) (нем. 659.Estonische Battalion (Heer))
- 20-й стрелковый батальон СС (нем. SS-Füsilier Battalion 20)
- Добровольческий моторизованный батальон СС «Нарва» (нем. SS-Freiwilligen-Panzer-Grenadier-Batallion Narwa)
- 20-й артиллерийский полк СС (нем. Waffen-Artillerie Regiment der SS 20)

### Инициатива создания
Инициатива создания эстонского национального подразделения СС и его детального формирования принадлежит главе «эстонского самоуправления» Х. Мяэ, выступившему 26 августа 1942 г. с призывом создать эстонский легион СС. Через несколько дней Генеральный комиссар Эстонии Карл Зигмунд Лицман объявил о приказе А. Гитлера об образовании «Добровольческого эстонского легиона СС», создаваемого как часть немецких войск СС, подчинённых рейхсфюреру СС Г. Гиммлеру.

### История в 1944 году
В начале 1944 года было решено увеличить эстонский контингент войск СС за счёт включения в их состав батальонов из вермахта и наиболее боеспособных полицейских частей, что позволило бы организовать полноценную дивизию. Новообразованная дивизия 24 января 1944 г. получила наименование 20-й эстонской добровольческой дивизии СС (с 26 мая 1944 г. «20-я добровольческая пехотная дивизия войск СС — эстонская № 1»). В апреле в её состав был передан выведенный из дивизии «Викинг» батальон «Нарва», переименованный в 20-й фузилёрный батальон СС. Кроме того, соединение включало в себя артиллерийский полк и сапёрный батальон, а также роты: зенитную, противотанковую и связи. Общая численность дивизии достигала 15 тысяч солдат и офицеров.
Летом 1944 года 20-я дивизия СС принимала участие в боях с частями Красной Армии, в том числе с 8-м Эстонским стрелковым корпусом, под Нарвой и Синимяе (Нарвская операция). Нарва была освобождена советскими войсками 26 июля. На сентябрь 1944 года дивизия насчитывала 15 400 бойцов, треть из которых были добровольцами. В районе Раквере (Таллинская операция) дивизия понесла тяжёлые потери. Остатки её в сентябре 1944 года были отправлены в учебный лагерь в германском городе Нойгаммер, где в октябре 1944 года из разрозненных частей, а также офицеров, прибывших из расформированных в Восточной Пруссии эстонских подразделений люфтваффе, была вновь сформирована 20-я эстонская дивизия СС в составе трёх пехотных полков СС «Эстланд».
На конец 1944 года 25-й эстонский пехотный батальон СС и 231-й эстонский тяжелый танковый полк СС.

### 1945 год. Уничтожение
До января 1945 года части дивизии участвовали в боях в Восточной Пруссии. 13 января 1945 года дивизия в полном составе была направлена на фронт в район немецкого города Виттенберг, где вместе с другими немецкими соединениями была окружена частями Красной Армии.
С боями дивизия вышла из окружения и отступила на территорию Чехословакии, где оставалась до полного разгрома немецких войск. 11 мая 1945 года под г. Мельник, недалеко от Праги, основная масса личного состава была взята в плен частями Красной Армии. Однако часть эстонских солдат и офицеров (включая 3 тыс. человек из учебно-запасного полка дивизии) отступили на запад и сдались англо-американским войскам.

## Награждённые Рыцарским крестом Железного креста

### Рыцарский Крест Железного креста (6)
- Альфонс Ребане — 23 февраля 1944 — оберштурмбаннфюрер СС, командир 46-го добровольческого пехотного полка СС.
- Харальд Нугисекс — 9 апреля 1944 — унтершарфюрер СС, командир взвода 1-й роты 46-го добровольческого пехотного полка СС.
- Пауль Майтла — 23 августа 1944 — штурмбаннфюрер СС, командир 1-го батальона 45-го добровольческого пехотного полка СС.
- Харальд Рийпалу — 23 августа 1944 — оберштурмбаннфюрер СС, командир 45-го добровольческого пехотного полка СС.
- Франц Аугсбергер — 8 марта 1945 — бригадефюрер СС, командир дивизии СС.
- Бернгард Лангхорст — 5 апреля 1945 — штурмбаннфюрер СС, командир 20-го противотанкового дивизиона СС.

### Рыцарский Крест Железного креста с Дубовыми листьями (1)
- Альфонс Ребане — 9 мая 1945 — оберштурмбаннфюрер СС, командир 46-го добровольческого пехотного полка СС (награждение не подтверждено).

## После Второй мировой войны

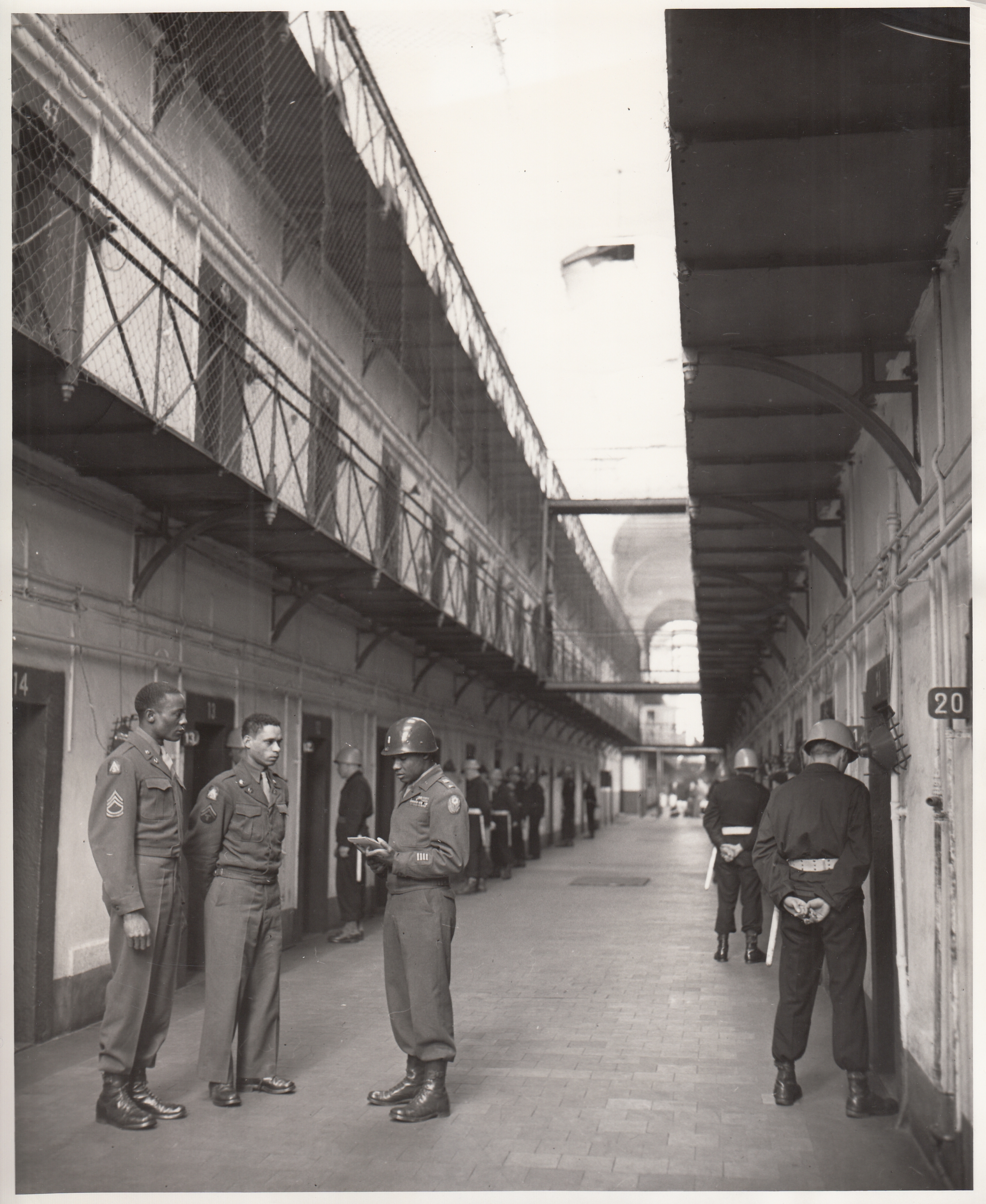
Крыло уголовных заключённых I. Нюрнберг, 1947. «Балтийские охранники» вместе с американским персоналом несут службу. Они наблюдают за заключёнными и проверяют камеры.

### Служба в военизированных формированиях союзников в Германии
После войны в западных оккупационных зонах Германии, командованием войск США и Великобритании были сформированы ряд военизированных отрядов, состоящих из беженцев и военнопленных — граждан аннексированных Советским Союзом Прибалтийских государств. В составе этих отрядов было относительно меньше эстонцев чем латышей и литовцев, вероятно из-за того, что в западных оккупационных зонах находилось мало беженцев из Эстонии и эстонская 20-я дивизия СС понесла большие потери в конце войны, попав в окружение в Чехословакии. Так в составе Британской Рейнской армии кратковременно существовали всего три эстонских сторожевых взвода. Впервые эстонцы совместно с латышами были задействованы в сторожевом взводе образованном в пригороде Нюрнберга Фюрте в конце июня 1946 года. В начале 1947 года 4221-я эстонская сторожевая рота (Guard Company) приступила к охране военных преступников во Дворце правосудия Нюрнберга.
Кроме сторожевых подразделений было сформировано также несколько эстонских строительных рот. Общее число эстонцев задействованных в послевоенных вспомогательных подразделениях союзников, за всё время их существования, оценивается приблизительно в 5000 человек.

### Современные оценки эстонских соединений войск СС
Согласно опубликованному на сайте МИД Латвии мнению докторов исторических наук Инесиса Фелдманиса и Карлиса Кангериса, автора статьи в газете эстонских эмигрантов в Канаде «Эстонская жизнь» (эст. Eesti elu) Тыну Наэлапеа, а также известного своими публикациями в защиту эстонских легионеров СС Марта Лаара и создателей фильма о бывших легионерах СС в Нюрнберге «Забытые солдаты» (эст. Mehed Unustatud Armeest), в 1946 году при английской и американской армиях из бывших латышских и эстонских легионеров СС были основаны т. н. сторожевые роты.
Современная историография за пределами России в качестве юридической базы для оценок эстонских соединений войск СС, как правило, ссылается на приговор Международного военного трибунала от 1 октября 1946 года и документ Высшей комиссии США в Германии. Так, 13 апреля 1950 года руководством «Высшей Комиссии США в Германии» (англ. U.S. High Commission in Germany (HICOG)) и государственным секретарём США Джоном Макклоем, был подписан документ, в частности, указывалось:

Балтийские части войск СС (Балтийские легионы) должны рассматриваться отдельно, у балтийских легионов были отличные от немецких частей СС цели, идеология, действия и условия членства; поэтому Комиссия не считает это движение враждебным Правительству Соединённых Штатов.Оригинальный текст (англ.)The Baltic Waffen SS Units (Baltic Legions) are to be considered as separate and distinct in purpose, ideology, activities, and qualifications for membership from the German SS, and therefore the Commission holds them not to be a movement hostile to the Government of the United States
Напротив, МИД России считает, что решения Иммиграционной комиссии США являются внутренним американским документом, и совершенно неправомерно считать его законным основанием для реабилитации всех служивших в СС. Отмечается, что после капитуляции Германии часть перебравшихся на запад легионеров использовалась американскими разведывательными службами в «холодной войне» против Советского Союза.

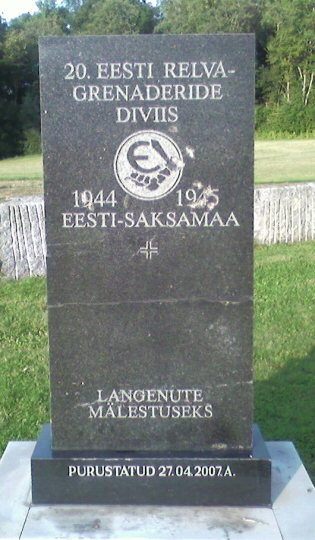
Памятный камень 20-й дивизии СС в составе мемориала СС в посёлке Синимяэ, Эстония

### Слёты ветеранов войск СС
Каждый год, со времён восстановления независимости, на территории Эстонии организуется слёт ветеранов войск СС. Так очередной слёт прошёл 28 июля 2007 года у высот Синимяэ, где летом 1944 года проходили самые ожесточённые бои на территории Эстонии во Второй мировой войне. Ветераны под штандартами частей, в которых они воевали, выслушали молитву пастора Александровской лютеранской церкви города Нарва Велло Юрье. Пастор заявил, что эстонцы, воевавшие в немецкой армии, «проливали кровь за вечные истины». Среди примерно 250—300 собравшихся были также ветераны войск СС из Норвегии и Австрии. Мероприятие проходило под усиленной охраной полиции, которая проверяла прибывающих ещё задолго до Синимяэ. Министр обороны Эстонии Яак Аавиксоо направил приветствие проходящему в субботу в волости Вайвара слёту ветеранов 20-й дивизии СС: «Государство нуждается в защите и сейчас. Подтверждением тому являются недавние события в Эстонии», — заявил министр, указав на прошедшие в конце апреля массовые беспорядки, вызванные переносом памятника советским воинам. Глава военного ведомства сравнил ветеранов дивизии войск СС с участниками освободительной войны 1918—1920 годов, в ходе которой была закреплена независимость Эстонии.

Для участников Второй мировой войны, воевавших в составе немецкой армии, это была вторая освободительная война за нашу независимость.— обращение Министра обороны Эстонии Аавиксоо к слёту ветеранов СС.

## Документальное кино
- «Waffen SS — Войска СС: Элитные подразделения Гитлера» — Великобритания, 2002
- «Нацизм по-прибалтийски» — ТВЦ, 2006
- «Они присягнули Гитлеру» — Россия, 2007